# NGC 3028
NGC 3028 في الفهرس العام الجديد، هي مجرة، تقع في كوكبة الشجاع. اكتشفت في 23 مارس 1835 بواسطة جون هيرشل.

## روابط خارجية
- NGC 3028 على موقع ويكي سكاي: DSS2, SDSS, GALEX, IRAS, Hydrogen α, X-Ray, Astrophoto, Sky Map, Articles and images